# (6248) Bardon
(6248) Bardon es un asteroide perteneciente al cinturón de asteroides, región del sistema solar que se encuentra entre las órbitas de Marte y Júpiter, más concretamente a la familia de Temis, descubierto el 17 de enero de 1991 por Zdeňka Vávrová desde el Observatorio Kleť, České Budějovice, República Checa.

## Designación y nombre
Designado provisionalmente como 1991 BM2. Debe su nombre a Zdeněk Bardon, un astrónomo aficionado checo, fotógrafo y divulgador de astronomía.

## Características orbitales
Bardon está situado a una distancia media del Sol de 3,114 ua, pudiendo alejarse hasta 3,582 ua y acercarse hasta 2,646 ua. Su excentricidad es 0,150 y la inclinación orbital 0,517 grados. Emplea 2007,95 días en completar una órbita alrededor del Sol.

## Características físicas
La magnitud absoluta de Bardon es 13,2. Tiene 10,994 km de diámetro y su albedo se estima en 0,092. 